# Инженер-контр-адмирал
Инженер-контр-адмирал (после 1971 года — контр-адмирал-инженер) — одно из званий высшего командного состава инженерно-корабельной службы Военно-морских силах СССР.
Выше инженер-капитана 1-го ранга и ниже инженер-вице-адмирала. Соответствует званиям генерал-майор и дивизионный комиссар, старший майор государственной безопасности (комиссар государственной безопасности); аналог воинского звания контр-адмирал в советском, российском и иностранных военно-морских флотах.